# Golden League 2006
Golden League 2006 – dziewiąta edycja prestiżowego cyklu mityngów lekkoatletycznych Golden League odbyła się między 2 czerwca a 3 września 2006 roku. Dla zawodników, którzy zwyciężyli we wszystkich sześciu mityngach przewidziano premię w wysokości 1 miliona dolarów (do podziału). Wyczynu tego dokonało trzech sportowców: Sanya Richards, Jeremy Wariner oraz Asafa Powell. Rywalizacja o główną wygraną odbywała się w 11 konkurencjach: sześciu męskich i pięciu kobiecych. 

## Mityngi
| Data        | Zawody                      | Stadion                   | Miasto   |
| ----------- | --------------------------- | ------------------------- | -------- |
| 2 czerwca   | Bislett Games               | Stadion Bislett           | Oslo     |
| 8 lipca     | Meeting Gaz de France       | Stade de France           | Paryż    |
| 14 lipca    | Golden Gala                 | Stadio Olimpico           | Rzym     |
| 18 sierpnia | Weltklasse Zürich           | Letzigrund Stadion        | Zurych   |
| 25 sierpnia | Memorial Van Damme          | Stadion Króla Baudouina I | Bruksela |
| 3 września  | Internationales Stadionfest | Stadion Olimpijski        | Berlin   |

## Zwycięzcy

### Mężczyźni
| Konkurencja    | Oslo                 | Paryż            | Rzym                     | Zurych                  | Bruksela            | Berlin                  |
| -------------- | -------------------- | ---------------- | ------------------------ | ----------------------- | ------------------- | ----------------------- |
| 100 m          | Asafa Powell         | Asafa Powell     | Asafa Powell             | Asafa Powell            | Asafa Powell        | Asafa Powell            |
| 400 m          | Jeremy Wariner       | Jeremy Wariner   | Jeremy Wariner           | Jeremy Wariner          | Jeremy Wariner      | Jeremy Wariner          |
| 1500 m         | Alex Kipchirchir     | Iwan Heszko      | Daniel Kipchirchir Komen | Augustine Kiprono Choge | Mehdi Baala         | Augustine Kiprono Choge |
| 5000 m         | Isaac Kiprono Songok | Kenenisa Bekele  | Kenenisa Bekele          | Kenenisa Bekele         | Kenenisa Bekele     | Kenenisa Bekele         |
| Skok w dal     | Irving Saladino      | Ignisious Gaisah | Irving Saladino          | Irving Saladino         | Irving Saladino     | Irving Saladino         |
| Rzut oszczepem | Andreas Thorkildsen  | Tero Pitkämäki   | Andreas Thorkildsen      | Tero Pitkämäki          | Andreas Thorkildsen | Andreas Thorkildsen     |

### Kobiety
| Konkurencja        | Oslo                   | Paryż              | Rzym            | Zurych          | Bruksela        | Berlin          |
| ------------------ | ---------------------- | ------------------ | --------------- | --------------- | --------------- | --------------- |
| 100 m              | Debbie Ferguson        | Marion Jones       | Sherone Simpson | Sherone Simpson | Sherone Simpson | Sherone Simpson |
| 400 m              | Sanya Richards         | Sanya Richards     | Sanya Richards  | Sanya Richards  | Sanya Richards  | Sanya Richards  |
| 5000 m             | Tirunesh Dibaba        | Tirunesh Dibaba    | Tirunesh Dibaba | Tirunesh Dibaba | Tirunesh Dibaba | Meseret Defar   |
| 100 m przez płotki | Brigitte Foster-Hylton | Susanna Kallur     | Susanna Kallur  | Michelle Perry  | Michelle Perry  | Virginia Powell |
| Skok wzwyż         | Blanka Vlašić          | Jelena Slesarienko | Blanka Vlašić   | Wenelina Wenewa | Tia Hellebaut   | Tia Hellebaut   |